# Villa L'Ugolino

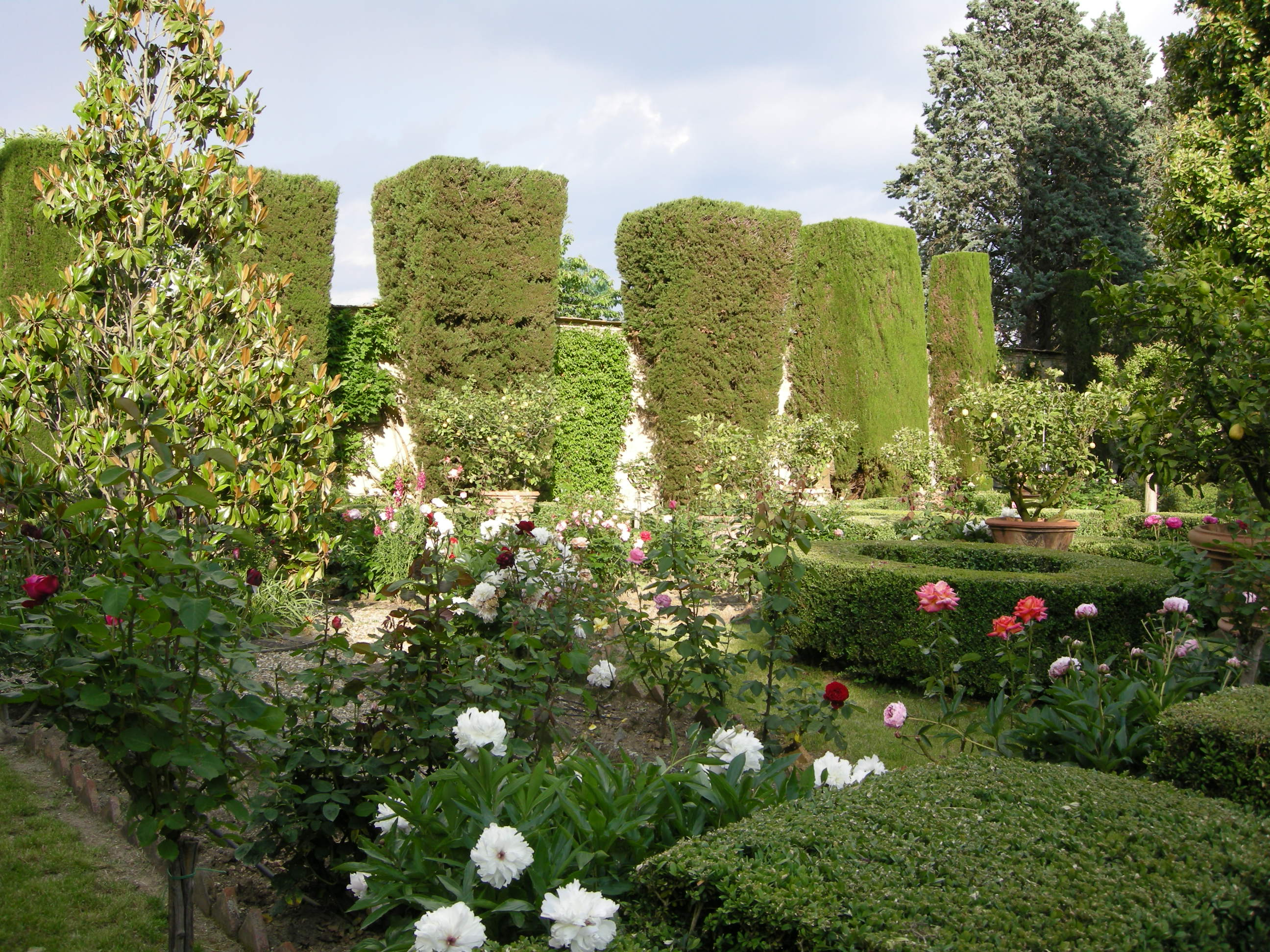
Giardino all'italiana

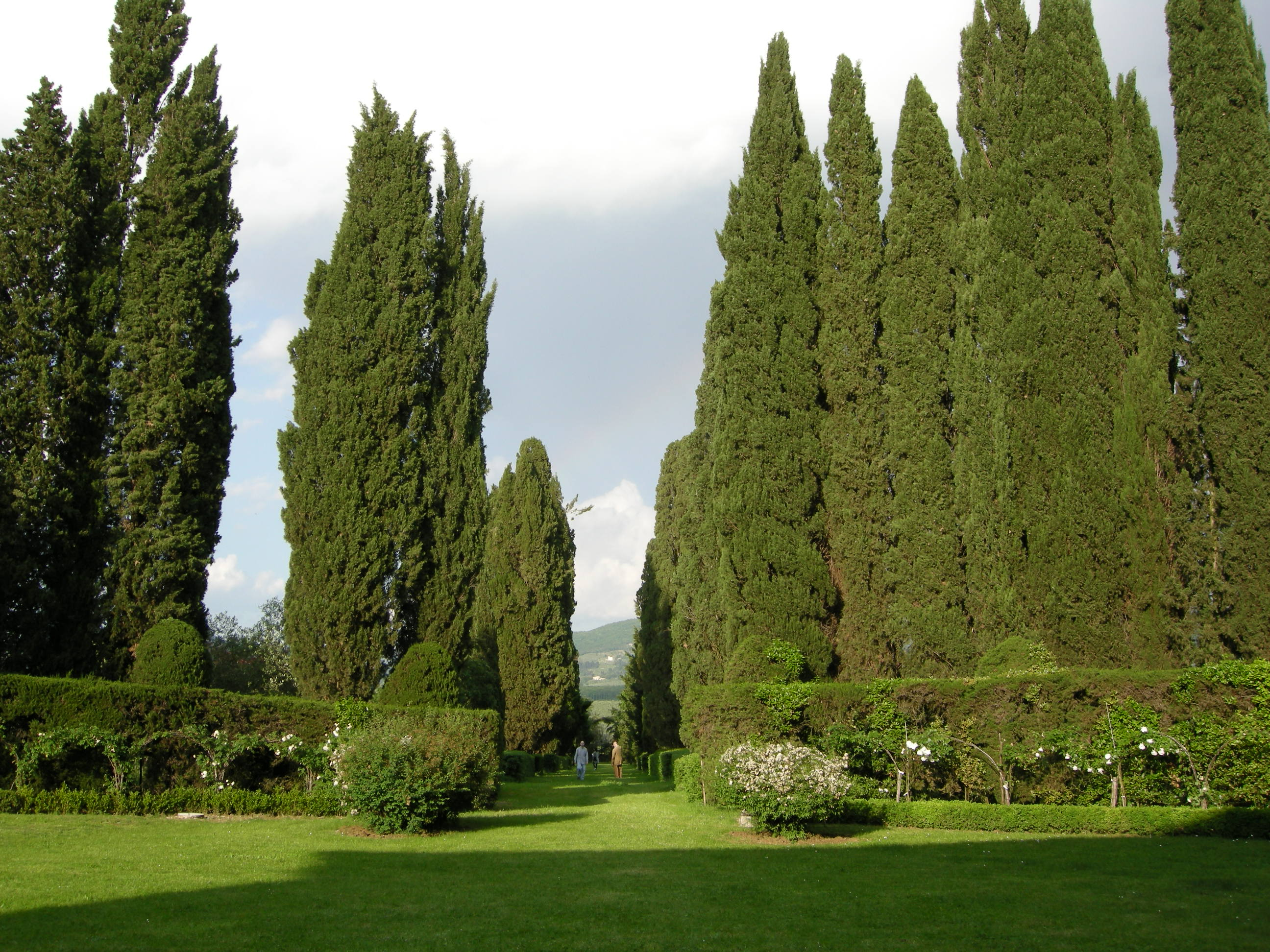
L'esedra e il viale di cipressi

Villa L'Ugolino si trova a Bagno a Ripoli nella frazione di Grassina, in via Chiantigiana 387.

## Storia e descrizione
Il proprietario più antico noto della casa è un certo Piero di Cristofano da Montevarchi e nel 1427, all'epoca del primo catasto fiorentino, apparteneva già ai Lotti, che nel 1444 la vendettero a Giorgio di Niccolò Ugolini.
Furono gli Ugolini, in particolare Bartolomeo, nel XVII secolo, a dare alla proprietà l'aspetto monumentale attuale, con un progetto avviato da Giovanni Caccini e completato, secondo tradizione, da Gherardo Silvani, semplificando gli schemi del Buontalenti. La proprietà si compone di due corpi di fabbrica unificati da una facciata su via Chiantigiana, che risale al 1714 con restauri e modifiche nel 1744. Essa è composta da un portico sopraelevato a tre arcate, fiancheggiato da finestre inginocchiate, con timpano triangolare sporgente in pietra. 
Numerosi sono gli stemmi della famiglia Ugolini, sulle facciate, nelle sale e nel cortile. All'interno il salone principale è decorato da affreschi seicenteschi del fiorentino Atanasio Bimbacci. La cappellina del 1744 è dedicata ai santi Francesco d'Assisi e Francesca Romana. 
La facciata sud è prospiciente a un giardino murato all'italiana, con siepi di bosso e di cipresso dalle forme geometriche che bordano aiuole fiorite punteggiate da orci con agrumi. Sul lato est invece si trova una grande esedra verde di cipressi, residuo di una sistemazione a parco romantico della vasta tenuta circostante.